# Changchengornis hengdaoziensis
Changchengornis hengdaoziensis (Чаньченьорніс) — вид викопних птахів родини Confuciusornithidae. Його рештки були знайдені в Народній Республіці Китай, у формації «Chaomidianzi» і датуються віком 125 млн років.

## Відкриття
У 1998 Шуан Цзі і Луїс Чіапп виявили серед безлічі зразків конфуціусорніса (Confuciusornis) Національний геологічний музей Китаю в Пекіні, зразок, який, здавалося дещо іншим. Подальші дослідження, показали, що це дійсно є окремий вид, новий для науки.
У 1999 році Цзі, Чіапп і Цзі Цянь назвали рід і єдиний вид — Changchengornis: Changchengornis hengdaoziensis. Родова назва походить з китайської назви Великого Китайського муру — Чаньчень, і грец. ὄρνις (орніс) — «птах».

## Опис
Changchengornis дуже похожий на конфуціорніса і є його близьким родичем, але має менші розміри і дзьоб більше загострений. Форма дзьоба вказує, що він мав інший раціон ніж конфуціорніс. Зубів не було, голова маленька. Стегнові кістки мають довжину 33,46 / 33,02 міліметрів.